# بكلربك الجزائر
يشير عصر البكلربك (1534-1577) إلى السنوات الأولى من إيالة الجزائر تحت وصاية الباب العالي. الأول هو خير الدين بربروس الذي تم تسميته في عام 1534، ولكن استدعي إلى إسطنبول قبطان باشا وقام بالمهمة حسن آغا نيابة عنه. آخر بكلربك، علج علي باشا، غادر الوصاية في 1572 ومارسها باشوات بالنيابة عنه حتى 1577.[بحاجة لمصدر]
بكلربك أو باي لارباي إفريقيا يعني «أمير الأمراء»: واحدة من أعلى مراتب الشرف في الإمبراطورية العثمانية، هو أعلى منصب في أقاليم الإمبراطورية. ثمانية فقط حملوا هذا اللقب أولهم خير الدين بربروس، البكلربك الأول المستلم لحكم الجزائر. وكان بكلربك الجزائر، باي لارباي إفريقيا، هو لقب يخول لصاحبه ان يصدر الاوامر إلى باي تونس وطرابلس.
من هؤلاء البايات، سبعة من أصل تركي ومعتنقي الإسلام (الأوروبيين المتحولين إلى الإسلام)، وأربعة من العرب والكراغلة، منهم حسن باشا بن خير الدين بربروس.

## وظيفة بكلربك الجزائر وحكومته
أسس عروج بربروس نواة الدولة، إيالة الجزائر. وحكمها خير الدين بربروس تحت لقب البكلربك. بيليربي الجزائر هي تابعة للسلطان العثماني، والبكلربك هو بمثابة «نائب الملك» يعينه عن طريق فرمان على رأس إيالة الجزائر تحت النفوذ العثماني ووصايته. في الواقع، تصرف الباي بايات كملوك حقيقيين للجزائر حيث كانوا يعيشون في قصر جنينة، ويسمى أيضًا دار السلطان. إن البكلربك على رأس دولة من دول الإمبراطورية يحافظ على الولاء الرسمي ويرسل الهدايا في مناسبات محددة بشكل محدد إلى الإمبراطورية العثمانية. يدير البلاد بمساعدة الديوان، ويحرص على احترام العادات المحلية والهياكل التقليدية. يتكون الديوان من: الخليفة، والمسؤولين الرئيسيين والأعيان من الجزائر ويجتمع مرتين إلى ثلاث مرات في الأسبوع في قصر جنينة. يتناقش الديوان قضايا الحرب أو السلام، العلاقات مع اسطنبول، المالية والقضاء، لكن رأيه استشاري.[بحاجة لمصدر]

## قائمة بكلربك أفريقيا
كل من يحمل لقب بكلربك أو بايلار باي أفريقيا، يخول لصاحبه أن يصدر الاوامر إلى باشا تونس وطرابلس والجزائر وإعطاء هذا اللقب كان دائما للوالي التركي على الجزائر وهذا يكشف عن الأهمية التي كان يوليها الديوان العثماني للجزائر.
الجدول التالي يستعرض الأسماء الأشخاص الذين أُسند إليهم لقب «بكلربك افريقيا»:
| الترتيب | بكلربك افريقيا               | صورة | العلاقة مع سلفه      | حكم من     | حكم حتى     | مصيره |
| ------- | ---------------------------- | ---- | -------------------- | ---------- | ----------- | --- |
| 1       | خير الدين بربروس             |      | --                   |            | 1546        | - حكم حتى وفاته في 20 جوان 1544 عين قائدا عاما للبحرية العثمانية مع احتفاظه بلقب باي لارباي افريقيا وخلفه لولاية الجزائر حسن آغا وفي 20 جوان 1544 عين ابنه حسن                                                 |
| 2       | حسن باشا بن خير الدين بربروس |      | ابنه                 | 1546       | سبتمبر 1551 | - استبعد من منصبه وعين القائد الصفاح لولاية الجزائر مدة ثمانية شهور |
| 3       | صالح رايس                    |      |                      | افريل 1552 | جوان 1556   | - توفي مريضا وهو يستعد للذهاب إلى وهران لمهاجمة الاسبان هناك |
| 4       | جلبي كرداوعلي                |      |                      |            |             | - مات مقتولا |
| --      | حسن باشا بن خير الدين بربروس |      | ابن خير الدين بربروس | جوان 1557  | جوان 1561   | - تمرد عليه الجنود الاتراك في الجزائر وابعدوه |
| 5       | أحمد باشا (توضيح)            |      |                      |            |             | - توفي بعد ثلاثة أشهر من تسلمه السلطة |
| --      | حسن باشا بن خير الدين بربروس |      | ابن خير الدين بربروس |            |             | - عين قائدا عاما للاسطول العثماني |
| 6       | محمد بن صالح رايس            |      | ابن صالح رايس        |            |             | - انهيت مهامه |
| 7       | قلج علي                      |      |                      | ماس 1568   | 1587        | - عين قائدا عاما لللاسطول العثماني مع احتفاظه بلقب الباي لارباي افريقيا وقد عين لولاية الجزائر الأسماء المتوالية بالترتيب الزمني: - عرب احمد - رمضان باشا - حسن فنزيانو - جعفر باشا - رمضان باشا - حسن فنزيانو |